# Tweede Kamerverkiezingen 1986/Kandidatenlijst/PPR
Dit is de kandidatenlijst voor de Tweede Kamerverkiezingen 1986 van de PPR. De partij had een lijstverbinding met de PSP en de CPN.

## De lijst
- vet: verkozen
- schuin: voorkeurdrempel overschreden

1. Ria Beckers-de Bruijn - 102.999 stemmen
2. Peter Lankhorst - 2.912
3. Cobi Schoondergang-Horikx - 1.387
4. Stef Dijkman - 1.159
5. Wil van der Vlist-Wesseldijk - 579
6. Wim de Boer - 449
7. Hein Albeda - 186
8. Anita Keuning-de Jong - 262
9. Bram van Ojik - 63
10. Janneke van der Plaat-Luppes - 188

11 t/m 21/25/26/27/28/29. regionale kandidaten
22/26/27/28/29/30. Bas de Gaaij Fortman - 1.347

## Regionale kandidaten
Elf tot negentien plaatsen op de lijst waren per kieskring of stel kieskringen verschillend ingevuld.

### 's-Hertogenbosch, Tilburg
1. Cees van de Ven - 35
2. Frank van Dijck - 38
3. Agnes van Roosmalen-Jansens - 62
4. Jan Buuron - 20
5. Geert de Wit - 50
6. Josefien van Dijk-Verhey - 47
7. George Suijkerbuijk - 27
8. Annie Imbens-Fransen - 45
9. Maarten Scharff - 23
10. Paul van der Hijden - 7[1]
11. Klaas Wybo van der Hoek - 3[2]
12. Wim de Heer - 11[1]
13. Miep de Jong-de Groot - 4[3]
14. Frank van der Meijden - 2[3]
15. Henk Blom - 2[4]
16. Piet Sommers - 3
17. Tine Jager-van Lonkhuyzen - 4[4]
18. Dolf Coppes - 5[5]
19. Herman Verbeek - 15[5]

### Arnhem, Nijmegen
1. Jan Dirx - 28[4]
2. Joop de Zeeuw - 49[3]
3. Toon Kuiper - 15
4. Margreet Marang-van Lijden - 13[4]
5. Jan Hoogteijling - 33
6. Dolf Coppes - 23[5]
7. Frederike Kroon - 6[1]
8. Sonja van Dongen - 11[6]
9. Els Boot - 4[2]
10. Wim de Heer - 6[1]
11. Carla van den Hout - 3[3]
12. Jaap Röell - 3[3]
13. Tine Jager-van Lonkhuyzen - 2[4]
14. Elly van Schijndel - 2[4]
15. Berry van Rijswijk - 8[4]
16. Gijs Ketelaar - 4[1]
17. Jeltje Meulenbroek - 11[3]
18. Andrie de Boer - 7[4]

### Rotterdam, 's-Gravenhage, Leiden, Dordrecht
1. Jannie Kuik - 111[3]
2. Cor Crans - 42
3. Carla van den Hout - 56[3]
4. Els Boot - 124[2]
5. Bep van Houwelingen-den Houting - 52
6. Lenie Mulder - 56
7. Jaap Berghout - 20
8. Hein van der Zande - 29
9. Roelf van Bergen - 5[4]
10. Frank van der Meijden - 5[3]
11. Jeltje Meulenbroek - 25[3]
12. Joop de Zeeuw - 1[3]
13. Hans van der Wilk - 9[4]
14. Herman Verbeek - 15[5]
15. Gerard Peters - 2[4]
16. Paul van der Hijden - 3[1]
17. Dolf Coppes - 14[5]
18. Gijs Ketelaar - 5[1]
19. Frederike Kroon - 9[1]

### Amsterdam, Den Helder, Haarlem
1. Frederike Kroon - 67[1]
2. Hans van der Wilk - 13[4]
3. Trudy van Drie - 61
4. Frank van der Meijden - 6[3]
5. Antoinette Tanja - 59
6. Lineke Marseille - 26
7. Jannie Kuik - 9[3]
8. Dick van der Horst - 9
9. Romke Hekstra - 16
10. Gijs Ketelaar - 6[1]
11. Elly van Schijndel - 15[4]
12. Jos Vernooij - 6
13. Riekje van Osnabrugge - 19
14. Jan Krol - 8
15. Gé van der Aa - 6
16. Herman Verbeek - 22[5]

### Middelburg
1. Herman Verbeek - 2[5]
2. Dolf Coppes - 2[5]
3. Adri van Oosten - 13
4. Marten Wiersma - 14
5. Johan Spek - 15
6. Riet Suwijn - 14
7. Gerrit Hoogendoorn - 8
8. Aty Harwijne-Vroomman - 9
9. Rie Prins - 11
10. Henk Blom - 6[4]
11. Constant van Waterschoot - 25

### Utrecht
1. Jaap Röell - 11[3]
2. Miep de Jong-de Groot - 59[3]
3. Wim van Seeters - 13
4. Sonja van Dongen - 28[6]
5. Gerry Engels-Verheijden - 8
6. Ton Vlug - 7
7. Mar Dekker - 30
8. Leidje Tomassen-Holsheimer - 12
9. Steef Cornelissen - 9
10. Jaap Schravesande - 5
11. Corry Kistemaker-Solinger - 17
12. Kees van Eijk - 14
13. Bart de Graaff - 19
14. Wibren van der Burg - 9
15. Dolf Coppes - 12[5]
16. Gijs Ketelaar - 4[1]
17. Klaas Wybo van der Hoek - 4[2]
18. Herman Verbeek - 4[5]
19. Els Boot - 6[2]

### Leeuwarden
1. Roel Vogelzang - 20
2. Willem Verf - 25
3. Jan Doede Niemeyer - 19
4. Andrie de Boer - 13[4]
5. Louis van Hoorn - 12
6. Herman Verbeek - 29[5]
7. Klaas Wybo van der Hoek - 3[2]
8. Rouke Broersma - 1[3]
9. Ruth Post-Hooykaas - 6[4]
10. Sonja van Dongen - 5[6]
11. Paul van der Hijden - 1[1]

### Zwolle
1. Margreet Marang-van Lijden - 60[4]
2. Henk Koster - 83
3. Albert Storm - 11
4. Cécile Morselt-de Ruijter - 22
5. Klaas Wybo van der Hoek - 2[2]
6. Jannie Kuik - 5[3]
7. Dolf Coppes - 5[5]
8. Sonja van Dongen - 4[6]
9. Wim de Heer - 1[1]
10. Herman Verbeek - 11[5]
11. Jan Berends - 2[4]
12. Miep de Jong-de Groot - 2[3]
13. Carla van den Hout - 1[3]
14. Joop de Zeeuw - 2[3]
15. Rouke Broersma - 2[3]
16. Jan Dirx - 0[4]
17. Fer Harleman - 2[4]
18. Jaap Röell - 1[3]
19. Els Boot - 5[2]

### Groningen
1. Henk Hammenga - 25
2. Jan Berends - 37[4]
3. Rita Koppejan-Brons - 29
4. Henk Moll - 13
5. Klaas Mulder - 17
6. Bert Schaalma - 8
7. Paul Tameling - 5
8. Henri Dijksterhuis - 5
9. Koos de Vlas - 4
10. Letty Draisma-van der Stap - 7
11. Jeltje Meulenbroek - 24[3]
12. Henk Otter - 8
13. Roelf van Bergen - 3[4]
14. Ids Draisma - 3
15. Meijco van Velzen - 5
16. Wim Wildeboer - 3
17. Dolf Coppes - 2[5]
18. Herman Verbeek - 33[5]
19. Klaas Wybo van der Hoek - 13[2]

### Assen
1. Ruth Post-Hooykaas - 13[4]
2. Fer Harleman - 24[4]
3. Rouke Broersma - 12[3]
4. Atie Knottnerus-Kuis - 17
5. Pim Witeveen - 11
6. Frits Mundt - 20
7. Hans van Sister - 25
8. Lukas Koops - 11
9. Johan ten Hoove - 6
10. Kees Dijkman - 8
11. Albert Kooke - 2
12. Sonja van Dongen - 1[6]
13. Els Boot - 0[2]
14. Dolf Coppes - 1[5]
15. Frederike Kroon - 2[1]

### Maastricht
1. Wim de Heer - 51[1]
2. Gerard Peters - 70[4]
3. Paul van der Hijden - 74[1]
4. Paul van Betuw - 58
5. Hub Bemelmans - 153
6. Willy Savelberg - 40
7. Mariet Hendrikx-Rademakers - 55
8. Berry van Rijswijk - 45[4]
9. Peter Polman - 43
10. Peter de Boer - 16
11. Ferdie Dobbelaer - 7
12. Huub Kockelkoren - 75
13. Paul Mennens - 8
14. Ben Bettinger - 34
15. Jo Bothmer - 55
16. Maya de Bruijn-Reefman - 38
17. Henk Flapper - 11
18. Harrie Korsten - 19
19. Frans de Jong - 11

### Lelystad
1. Coen Goedkoop - 3
2. Hans Biewinga-Dagnelie - 24
3. Clemens Overmars - 8
4. Tom van der Wal - 5
5. Nelly van Zundert - 12
6. Piet Nengerman - 3
7. Heleen Visser-van der Weele - 4
8. Bea Stolte-van Empelen - 18
9. Arend Garnier - 5
10. Mario Kramer - 2
11. Ina Warger-te Kolstee - 7
12. Piet Schmit - 8
13. Leo Broekhuis - 2
14. Hennie Keuper-ten Broeke - 3
15. Herman Verbeek - 0[5]
16. Sonja van Dongen - 1[6]
17. Dolf Coppes - 0[5]

PvdA · CDA · VVD · D66 · PSP · SGP · CPN · PPR · RPF · GPV · EVP · AR'85 · Centrumdemocraten · Federatieve Groenen · VCN · Centrumpartij · PGI · SP · Partij voor Ambtenaren en Trendvolgers · Lijst 19 (kieskring 9) · God Met Ons · Partij voor de Middengroepen · Loesje · Humanistische Partij · SAP · Partij Algemeen Belang · Lijst 27
1971 · 1972 · 1977 · 1981 · 1982 · 1986 · 1989